# Andreas Meinetsberger
Andreas Meinetsberger (* 1958 in Erfurt) ist ein deutscher Toningenieur, Hörfunkregisseur und Feature- und Hörspielautor, der seit 1980 beim Rundfunk der DDR und ab 1992 für den ARD-Hörfunk und Deutschlandradio an der Produktion von zahlreichen Hörspielen und Features beteiligt war.

## Leben
Andreas Meinetsberger besuchte eine Polytechnische Oberschule und machte eine bautechnische sowie eine nachrichtentechnische Berufsausbildung. Danach war er von 1980 bis 1991 als Techniker im der Deutschen Post zugeordneten Bereich der Studiotechnik für die Hauptabteilung Funkdramatik im Funkhaus in der Berliner Funkhaus Nalepastraße tätig. Er wirkte dort an der Produktion zahlreicher Hörspiele und Radiofeatures mit.
Von 1987 bis 1991 studierte er an der Hochschule für Musik „Hanns Eisler“ Berlin und qualifizierte sich zum Tonmeister.
Seit 1992 arbeitet er als freier Toningenieur, Regisseur und Autor für Hörfunkproduktionen im Bereich Hörspiel, Feature und Lesungen für MDR, RBB, WDR, NDR, Deutschlandradio sowie verschiedene Hörbuchverlage.

## Werke

### Hörspiele als Techniker bzw. Toningenieur (Auswahl)
- 1985: Peter Shaffer: Amadeus. Regie: Götz Fritsch (Hörspiel – Rundfunk der DDR)
- 1988: Bertolt Brecht: Untergang des Egoisten Fatzer. Regie: Heiner Müller (Hörspiel – Rundfunk der DDR)
- 1998: Oscar Wilde: Das Bildnis des Dorian Gray. Regie: Manfred Georg Herrmann (zweiteiliges Hörspiel – SWR)
- 1998: Michail Bulgakow: Der Meister und Margarita. Regie: Petra Meyenburg (30-teilige Funkerzählung – MDR / Der Hörverlag)
- 2001: Brigitte Reimann: Ich bin so gierig nach Leben. Regie: Barbara Plensat (zweiteiliges Hörspiel – NDR / Der Audio Verlag)
- 2001: Dieter Kühn: Mit Flügelohren ins dritte Reich. Regie: Hein Brühl (dreiteiliges Hörspiel – WDR)
- 2001: Sabine Stein, Leonhard Koppelmann: Weekend. Regie: Sabine Stein, Leonhard Koppelmann (Hörspiel – NDR)
- 2003: Heiner Müller: Die Umsiedlerin oder Das Leben auf dem Lande. Regie: Wolfgang Rindfleisch (Hörspiel – MDR)
- 2003: Dylan Thomas: Unter dem Milchwald. Regie: Götz Fritsch (Hörspiel – MDR / Der Hörverlag)
- 2005: Klaus Brinkbäumer: Die letzte Reise: Der Fall Christoph Columbus. Regie: Christoph Pragua, (Lesung – WDR / Der Audio Verlag)
- 2005: Gary Shteyngart: Handbuch für den russischen Debütanten. Regie: Thomas Leutzbach (dreiteiliges Hörspiel – WDR)
- 2005: Jules Verne: In 80 Tagen um die Welt. Regie: Stefan Dutt, Surround-Sound 5.1, (zweiteiliges Hörspiel – MDR / Der Hörverlag)
- 2006: E.T.A. Hoffmann: Die Serapionsbrüder. Regie: Klaus Buhlert (zwölfteiliges Hörspiel – BR / Der Hörverlag)
- 2008: Yasmina Reza: Der Gott des Gemetzels. Regie: Robert Matejka (Hörspiel – MDR)
- 2008: Jan Philipp Reemtsma: Holunderblüte. Regie: Christiane Ohaus (Hörspiel – Radio Bremen)
- 2008: Johann Wolfgang Goethe: Urfaust. Regie: Leonhard Koppelmann (Hörspiel – MDR / Argon-Verlag)
- 2010: Franz Kafka: Der Process. Regie: Klaus Buhlert (zwölfteiliges Hörspiel – BR / Der Hörverlag)
- 2010: Miguel de Cervantes Saavedra: Don Quijote von der Mancha. Regie: Klaus Buhlert (sechsteiliges Hörspiel – DLR / hr / Der Hörverlag)
- 2011: Ulrike Haage: IN:FINITUM. CD-Produktion (Label Blue Pearls)
- 2012: James Joyce: Ulysses. Regie: Klaus Buhlert (Hörspiel – SWR)
- 2013: Jan Peter Bremer: Der amerikanische Investor. Regie: Oliver Sturm (Hörspiel – DLF)
- 2013: Elisabeth Herrmann: Versunkene Gräber. (Hörbuch – Der Hörverlag)
- 2014: Erich Maria Remarque: Im Westen nichts Neues. Regie: Christiane Ohaus (zweiteiliges Hörspiel – Radio Bremen)
- 2016: Franz Kafka: Das Schloss. Regie: Klaus Buhlert (zwölfteiliges Hörspiel – BR)
- 2016: Marguerite Duras: Der Liebhaber. Regie: Kai Grehn (Hörspiel – SWR)
- 2018: Radio-Tatort, Regie: Christiane Ohaus (Kriminalhörspielreihe 2009 bis 2018 – Radio Bremen)
- 2019: Christian Dorph, Simon Pasternak: Der Ausnahmezustand – Deezer Original. Regie: Matthias Kapohl (Hörspiel-podcast)
- 2020: Tom Peukert: Doberschütz. Regie: Thomas Leutzbach (Hörspielreihe ab 2014 bis 2020 – WDR)

### Hörfunk-Produktionen als Autor
- 1996: Keine Prinzipien, nur Nerven – Porträt des Komponisten Klaus Buhlert. Feature, MDR.
- 1996: Die Firma – Die geheime Biografie des Frank Troeger alias Trötsch alias Der Schänder. Feature, Regie: Wolfgang Rindfleisch, MDR.
- 1999: Langeweile ist der einzige Grund, sich zu killen. Trötsch – Porträt eines DDR-Punkmusikers, Feature, WDR.
- 2005: Donnerstagabend bin ich zu Hause. – Der Monteur Manfred Kowalski, Originalton-Feature, Autorenproduktion, noch ohne Ursendung
- 2014: Das Lautsprecherwunder aus Geithain. (zusammen mit Peter Kainz), Feature, MDR.
- 2021: Einfach so. Hörspiel, auch Regie, WDR.

### Hörfunk-Features als Regisseur (Auswahl)
Wo nicht anders ausgewiesen, handelt es sich um Produktionen von MDR KULTUR.
- 1994: Jan Eik, Wolfgang Mittmann: Tatort Eisenbahnunterführung – Das seltsame Attentat von Burkau.
- 1995: Jan Eik: Das Funkhaus brennt – Die Legende von einem Attentat.
- 1996: Thomas Knauf: Ab durch die Mitte – Bummeln im Bauch von Berlin.
- 1996: Jan Eik, Wolfgang Mittmann: Der Dessauer Prozess, DDR 1950 – Ein Stück Justizgeschichte im Originalton
- 1997: Christian Heckel: In Winnetous Heimat – Die Indianistik-Szene in Sachsen.
- 1997: Jan Eik: Hier spricht Berlin. SFB
- 1997: Konrad Lindner: Uranverein – Deutsche Physiker im Dritten Reich.
- 1998: Hartmut Mechtel: Blumenkinder für zehn Tage – Die Weltfestspiele in Ostberlin.
- 1998: Wolfgang Kretschmar: Geheimbefehl Nummer 00315 – Erinnerungen an die Speziallager des NKWD in Mühlberg und Buchenwald.
- 2000: Ingo Colbow: Grenzdurchbruch – Der stellvertretende Chef der DDR-Grenztruppen erinnert sich.
- 2000: Björn Achenbach: Nennen Sie Ihre Söhne Waldemar – Der Sportreporter Heinz Florian Oertel.
- 2001: Kristin Schönfelder: Punk im Plattenbau – Der Sänger Makarios und die Leipziger Band „Die Art“.
- 2002: Konrad Lindner: Wanderung ins Atomzeitalter – Carl Friedrich von Weizsäcker über seinen Weg in die wissenschaftlich-technische Welt.
- 2003: Udo Grashoff: Wer kennt diese Frau? – Erna Dorn und der 17. Juni 1953 in Halle.
- 2004: Axel Reitel: Spatensoldaten – Wehrdienst ohne Waffe in der DDR.
- 2005: Kathrin Aehnlich: Der Leipziger Beataufstand – Polizeieinsatz auf dem Leuschner-Platz am 31. Oktober 1965.
- 2005: Wolf Sören Treusch: Schokolade – Ein süßes Stück Weltgeschichte.
- 2005: Axel Reitel: Junge Poeten zum Lernen gebeten – Die zentralen Poetenseminare der FDJ. Deutschlandradio
- 2005: Walter Brun: Guten Morgen, Steuerfahndung – Ein Blick hinter die Kulissen einer gefürchteten Branche.
- 2006: Konrad Lindner: Bruder Schimpanse – Die Primatenforschung am Leipziger Max-Planck-Institut.
- 2007: Tom Schimmeck: Tonfänger. Das Mikrofon – Eine deutsche Geschichte.
- 2007: Peter-Hugo Scholz: Schnee von gestern – Der Kriegs- und Krisenreporter Bernd Kaufholz.
- 2008: Kirsten Heckmann-Janz: Tatwaffe Schreibmaschine – Der Fall eines Leserbriefschreibers in der DDR.
- 2009: Doris Liebermann: Gegen den Strom – Der Physiker und Bürgerrechtler Sebastian Pflugbeil.
- 2009: Wibke Starck: Was wir essen – Die Geschichte der Zusatzstoffe.
- 2010: Karsten Kretzer: Egoshooter – Das Ich unter Beschuss.
- 2010: Matthias Biskupek: Hier steht die Gemeinde – Das tolle Jahr von Erfurt.
- 2010: Holmar Attila Mück: Der bunte Vogel aus Kötschenbroda – Otto Julius Bierbaum.
- 2010: Kirsten Poggendorff: Schlösser sah ich und Türme – Der Kunsthistoriker Georg Piltz.
- 2010: Wolfram Nagel: Erinnern und Bewahren – Der Wiederaufbau der Busmannkapelle in Dresden.
- 2010: Klaus Behling, Jan Eik: Günter klaut eine MiG, Wolf-Diethardt einen Starfighter – Wie im Kalten Krieg Kampfbomber entführt werden sollten.
- 2011: Bastian Wierzioch: Gewalt gegen Polizisten – Auf Streife in einem friedlichen Land.
- 2011: Henry Bernhard: „Dieses Land ist es nicht“ – Rio Reiser 1988 in Ostberlin.
- 2011: Maya Kristin Schönfelder: Der Augenzeuge – Kurt Maetzig im Porträt.
- 2012: Wolfgang Knape: Mit der „Königin Maria“ auf die Elbe.
- 2012: Udo Grashoff: Leuna 1962.
- 2012: Peter Kainz: Schwein gehabt. Teil II
- 2012: Thomas Knauf: Gentleman mit Kamera – Roland Dressel im Porträt.
- 2012: Karl-Heinz Lotz: Der Kinomann – Mit dem letzten mobilen Filmvorführer von Sachsen-Anhalt unterwegs.
- 2013: Wolfgang Knape: „Mephisto ist kein Sachse!“ – Der Schauspieler Gert Fröbe im Porträt.
- 2013: Michael Reitz: Berlin, Hotel Bogotá – Künstler, Zyniker und Diebe. Deutschlandradio.
- 2013: Tobias Barth: Gehäuse des wilden Klangs – Erinnerungen an die Magnetbandkassette und ihre Geschichte.
- 2013: Hartmut Schade: Verschleiß schafft Mehrwert – Erkundungen zu den Sollbruchstellen.
- 2013: Peter Hugo Scholz: Dresden, 14. Februar 1945, Tiefflieger am Elbufer – Umkämpfte Erinnerungen an den Februar 1945.
- 2013: Wolfgang Knape: Müller, Bäcker und Mäzen: Gottlieb Traugott Bienert. Auf den Spuren eines sächsischen Unternehmers.
- 2013: Kathrin Aehnlich: Intershop – Der Duft des Westens.
- 2014: Michael Rauhut: „Die Kanzel haben wir nie benutzt“ – Kirche, Pop und Politik in der DDR.
- 2014: Michael Schulte: Gebraus und Gedröhn aus 1200 Pfeifen: Rudolph Wurlitzer.
- 2014: Jan Decker: Mein digitales ich.
- 2015: Max Julius Klein: Schulanfang im Einheitsjahr.
- 2015: Konrad Lindner: Aus dem Leben eines Regenwurms.
- 2015: Heidi Mühlenberg: „Alles ist besser als Wegschauen“ – Der Seenotrettungsaktivist Harald Höppner.
- 2016: Johanna Hemkentokrax: Bitterfeld zum Beispiel.
- 2016: Matthias Baxmann: Leuna – Schicksal aus Chemie.
- 2017: Jan Schilling: Wie ich lernte den Karpfen zu angeln.
- 2017: Gerhard Pötzsch: 60 Prozent Ost / 40 Prozent West – Musikkontrolle à la DDR.
- 2017: Tom Schimmeck: Glashütte – das tickende Tal.
- 2018: Thomas Fitzel: Entflammt. RBB.
- 2018: Tom Schimmeck: Kaputte Krieger – Soldaten im Auslandseinsatz.
- 2018: Matthias Körner: Erfolgsmodell Nikolaistuhl – Meistermöbel aus Rabenau.
- 2018: Jörg Wunderlich: Die Graswurzener – Aussteigen 4.0.
- 2018: Alexander Körner: Pedale, Pannen und Proteste – Fahrradkuriere.
- 2019: Rayna Breuer: Fluchtweg übers Bruderland – Die bulgarisch-türkische Grenze.
- 2019: Duska Roth: Glyphosat – Geschichten von Unkrautvernichten.
- 2019: Susann Krieger: Vom Flüstern, Ächzen und Knacken der Bäume.
- 2019: Michael Hartlep: Die Schattenreporter – Ein DDR-Fernsehteam unter falscher Flagge.
- 2019: Ursula Voss: Nicaragua – Die verratene Revolution.
- 2020: Jörg Wunderlich: Neues von den Gras-Wurzener.
- 2020: Laura-Nadine Schneider-Naue: Wohnort Mond.
- 2020: Lorenz Hoffmann: Der Klang der Kohle.
- 2021: Karsten Kretzer: Patientenverfügung.
- 2021: Gerhard Pötzsch: Der Mumienfund von Riesa.
- 2022: Grit Lemke: Kinder von Hoy. Freiheit, Glück und Terror, Lesung in 10 Folgen
- 2023: Claus Fischer: Köthen, Leipzig und der Erdenkreis – Johann Sebastian Bach und das Jahr 1723
- 2023: Antje Kirsten: Napoleon, King Charles und die Erfurter Brunnenkresse

### Film
- 2013: Silvia Holzinger, Peter Haas: Auf der Suche nach dem letzten Juden in meiner Familie, Il mare film, Austria, Germany, Italy, Poland, Sweden, France, Czech Republic

### Hörbuch-Regie
- 2011: Eberhard Weißbarth: Hildegard Knef - zwischen gestern und heute, Bibliothek der Provinz, Weitra 2011, ISBN 978-3-85252-910-3.

## Preise
- 1999: Hörbuch des Jahres, für Der Meister und Margarita, MDR/Der Hörverlag.
- 2003: Deutscher Hörbuchpreis, Best of all, für Unter dem Milchwald, MDR/Der Hörverlag.
- 2008: Ernst-Schneider-Preis, für Tonfänger. Das Mikrofon – Eine deutsche Geschichte, MDR.
- 2012: Preis der deutschen Schallplattenkritik, 4. Quartal 2012, für Ulysses, SWR/DLF/Der Hörverlag.
- 2013: Deutscher Hörbuchpreis, Bestes Hörspiel, für Ulysses, SWR/DLF/Der Hörverlag.
- 2019: DRK Medienpreis 2019, Kategorie Hörfunk, für Kaputte Krieger, MDR.